# La Maná (canton)
La Maná est un canton d'Équateur situé dans la province de Cotopaxi.

## Toponymie
Le canton tient son nom de sa capitale : La Maná

## Géographie

### Géographie physique
Le canton de La Maná est situé dans la Cordillère des Andes

### Découpage administratif
La capitale du canton de La Maná est la ville de La Maná

## Démographie
Au recensement de 2001, le canton de La Maná comptait 32.115 habitants